# Japan Golf Tour
El Japan Golf Tour és un prominent circuit de golf. Va ser fundat en 1973 i el 2006 ofereix els tres més grans premis anuals trobats en els circuits professionals regulars d'homes després del PGA Tour i el European Tour.